# Signcryption
In der Kryptografie bezeichnet Signcryption ein asymmetrisches Kryptosystem, welches gleichzeitig Authentizität und Vertraulichkeit einer Nachricht sicherstellen kann. Signcryption-Implementierungen benötigen für bestimmte Anwendungsgebiete (insbesondere bei großen Schlüssellängen) deutlich weniger Rechenaufwand und Kommunikationsumfang als herkömmliche Verfahren, welche zur Sicherstellung von Authentizität und Vertraulichkeit die Nachricht erst signieren und anschließend symmetrisch verschlüsseln (Sign-then-Encrypt). Die Effizienzvorteile von Signcryption (a) setzen voraus, dass alle beteiligten Parteien die gemeinsamen Schlüsselparameter teilen und (b) erfordern die Interaktion des Signaturempfängers (Bob) und der entscheidenden dritten Partei (Judge) bei einem Streit um die Gültigkeit einer Signatur (Interactive Repudiation Settlement).
Signcryption wurde 1997 erstmals veröffentlicht und ist in Australien und den Vereinigten Staaten patentiert (Australien: Patent Nr. 721497, USA: Patent Nr. 6,396,928).

## Alternative
Ein alternatives Verfahren ist Authenticated Encryption, welches im Gegensatz zu Signcryption symmetrische Kryptographie verwendet.